# Saab 99
De Saab 99 is een automodel van het merk  Saab en is geproduceerd van 1968 tot en met 1984. 
De eerste 99's hadden een motor die rechtstreeks van Triumph kwam, later kwam de op Triumph gebaseerde tweeliter 4-in-lijn met acht kleppen in de 99. In 1972 kwam de eerste Saab 99 EMS op de markt, een 99 met injectie. In 1978 de eerste 99 met turbomotor. 140pk, wat resulteerde in een sprint van 0 km/h naar 100 km/h in 9,5 seconden. In 1985 kwam de opvolger van de Saab 99 op de markt, de Saab 90, met de voorkant van een Saab 99 en de achterkant van een Saab 900 Sedan, allen tweedeurs.

## De Saab 99 Turbo
In 1978 kwam de eerste Saab met turbo op de markt, de Saab 99 turbo.
De turbolader van de Saab 99 turbo is ontworpen door Garrett AiResearch.
De in 1978 gelanceerde Saab 99 turbo was alleen als hatchback beschikbaar, het opeenvolgende jaar was de 99 ook beschikbaar in de andere carrosserie vormen.

## Technische gegevens
Motor: (1968–71)	Triumph Slant-four viercilindermotor (in lijn) met bovenliggende nokkenas.
- Cilinderinhoud:	1709 cc
- Vermogen:		80 pk (carburateur), 87 pk (injectie)

Motor: (1970–74)	Triumph Slant-four viercilindermotor (in lijn) met bovenliggende nokkenas.
- Cilinderinhoud:	1854 cc
- Vermogen:		86-88 pk (carburateur), 95–97 pk (injectie)

Motor: (1972–84)	Saab B viercilindermotor (in lijn) met bovenliggende nokkenas.
- Cilinderinhoud:	1985 cc
- Vermogen:		95–100 pk (enkele carburator), 108 pk (dubbele carburator), 110–118 pk (injectie), 145 pk (injectie met turbo)

Transmissie
- Voorwielaandrijving
- Handgeschakelde 4-versnellingsbak, volledig gesynchroniseerd. (1968–1984)
- Handgeschakelde 5-versnellingsbak, volledig gesynchroniseerd. (1980–1984)
- Automatische 3-versnellingsbak 'Borg-Warner 35' (1970–1980)

Afmetingen
- Lengte: 4350 mm
- Breedte: 1680 mm
- Hoogte: 1450 mm
- Wielbasis: 2470 mm

## WRC-overwinningen
| No. | Race                             | Seizoen | Coureur        | Copiloot        | Model         |
| --- | -------------------------------- | ------- | -------------- | --------------- | ------------- |
| 1   | 27th International Swedish Rally | 1977    | Stig Blomqvist | Hans Sylván     | Saab 99 EMS   |
| 2   | 29th International Swedish Rally | 1979    | Stig Blomqvist | Björn Cederberg | Saab 99 Turbo |